# Alguacil mayor del rey
El alguacil mayor del rey era uno de los oficiales mayores de la Corte castellana que tenía encomendadas algunas labores policiales y judiciales en la Casa o Corte del rey.

## Historia

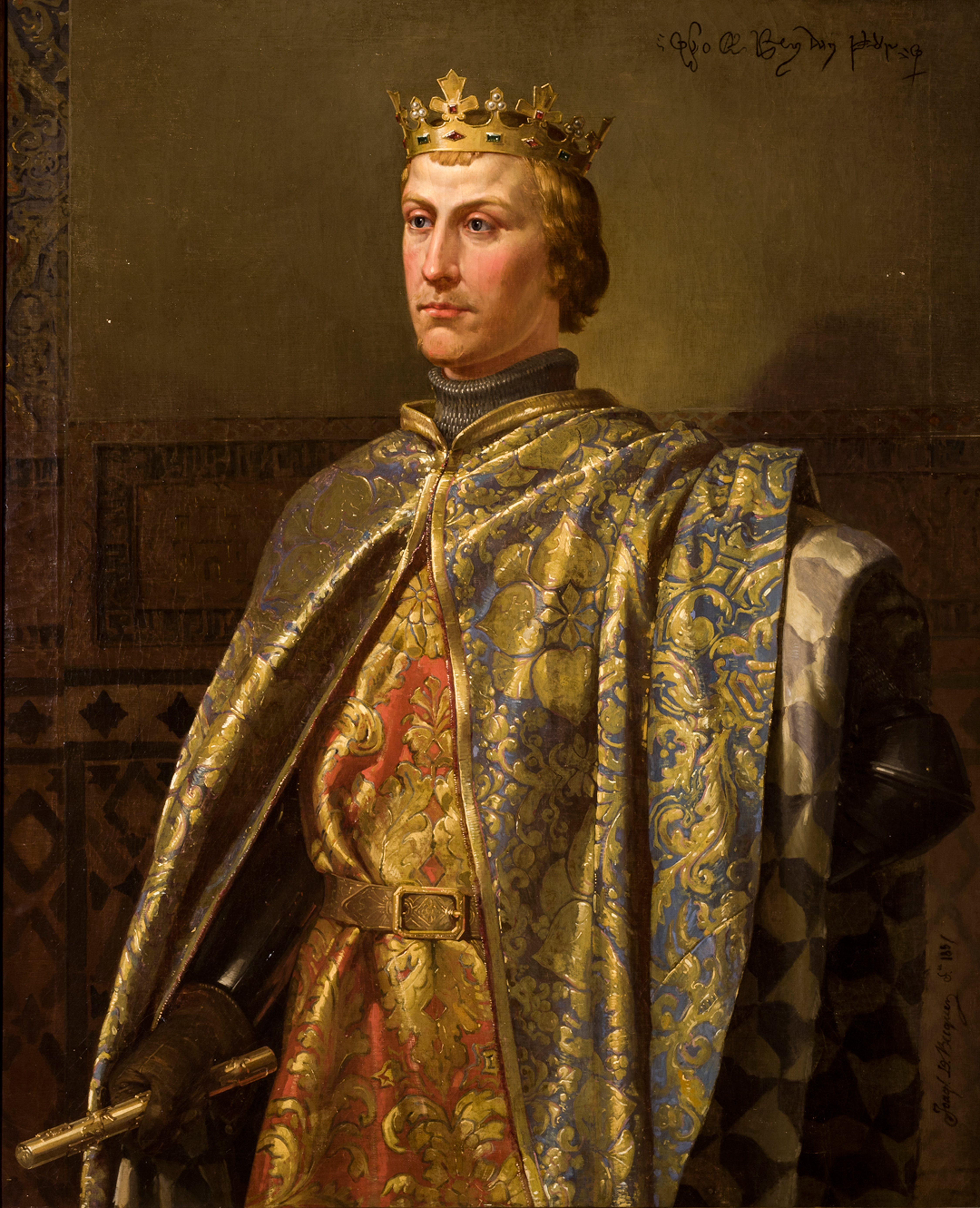
Retrato imaginario del rey Pedro I de Castilla. Joaquín Domínguez Bécquer. (Ayuntamiento de Sevilla).

Aunque Jaime de Salazar y Acha afirmó que el oficio de alguacil mayor del monarca evolucionó hasta convertirse en el justicia mayor de la Casa del rey, Luis Vicente Díaz Martín, al mencionar a Juan Alfonso de Benavides el Mozo, especificó que este noble desempeñó simultáneamente ambos oficios en el reinado de Pedro I de Castilla, por lo que al menos en esos momentos no eran idénticos.
En el siglo XIII el alguacil mayor era un oficial menor de la Corte, y estaba encargado de aplicar la justicia en la Corte y encargarse de apresar y castigar a los «hombres menores», cuando estos hubieran sido condenados por el monarca o por sus jueces, ya que de la aplicación de las penas correspondientes a los «hombres grandes», es decir, a los miembros de la alta nobleza, se encargaba el alférez del rey.
Además, el alguacil mayor del rey debía encargarse del mantenimiento de la justicia en la Corte real, de apresar a los culpables y asegurarse de que fueran encerrados en prisión, y también de hacer cumplir las sentencias e incluso de estar presente en las sesiones de tortura y en los ajusticiamientos de los reos, aunque esto último nunca estaba autorizado a realizarlo sin el permiso del rey o de los alcaldes de Corte.
En el siglo XIV, el alguacil o justicia mayor del rey adquirió aún más relevancia en la Corte, y desempeñó funciones parecidas a las que los merinos mayores aplicaban en sus respectivas jurisdicciones, ya que en un fragmento del Espéculo, que fue citado expresamente por Salazar y Acha, consta que:

Así como el Merino mayor es puesto para guardar la tierra e para emendar las cosas mal fechas con justicia e con derecho, otrosi la justicia de casa del Rey, que llaman alguacil, es puesto para guardarle su corte.

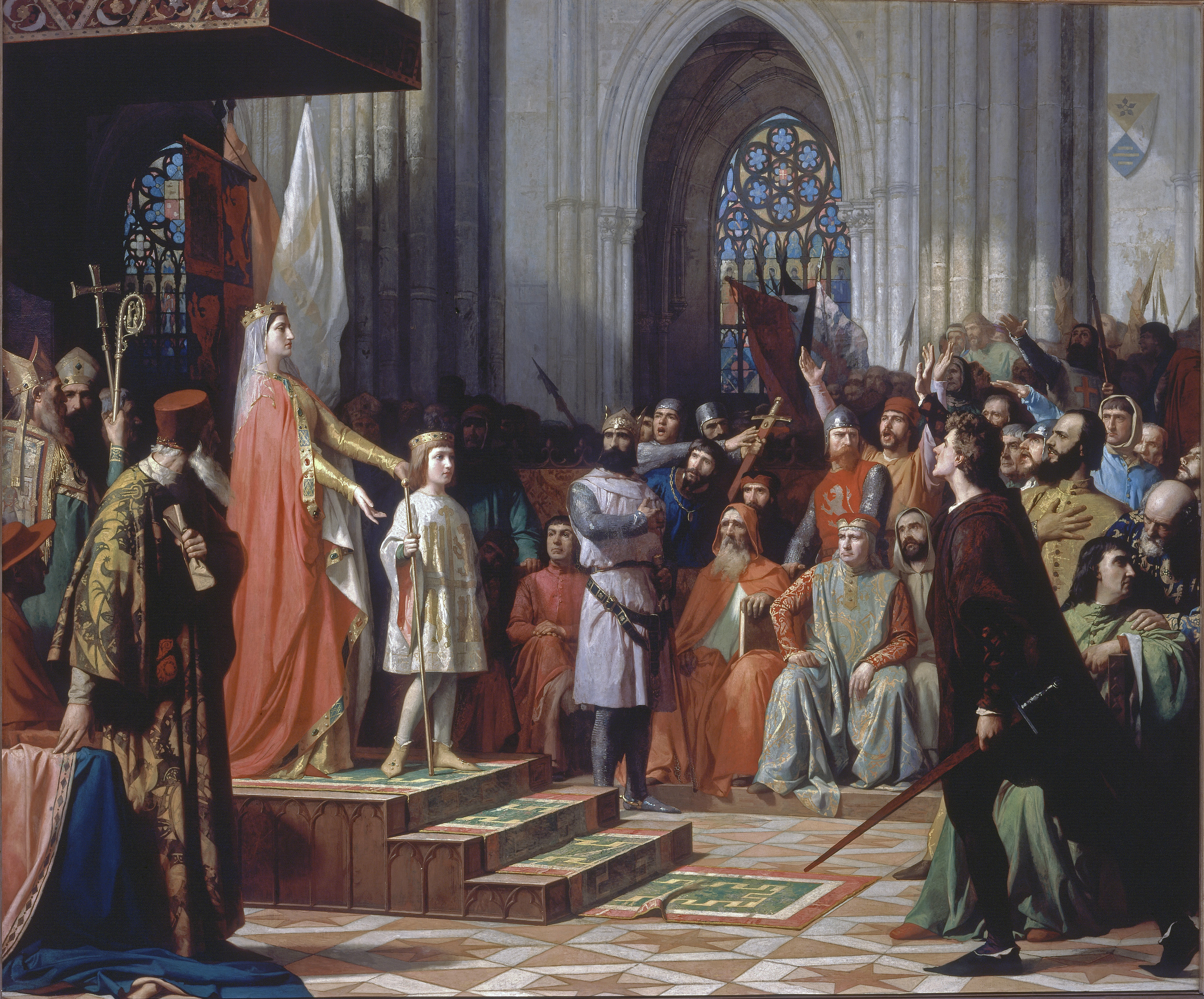
María de Molina presenta a su hijo Fernando IV en las Cortes de Valladolid de 1295. Óleo sobre lienzo de Antonio Gisbert Pérez. 1863. (Congreso de los Diputados de España).

Hay constancia de que en las Cortes de Burgos de 1308, reunidas en el reinado de Fernando IV de Castilla, y como ya subrayó Salazar y Acha, se ordenó que nadie, a excepción del alguacil del rey y de sus hombres, podría caminar por la Corte portando armas que estuviesen prohibidas, como espadas, lanzas, cuchillos costaneros, lorigas, lorigones, o cualquier otra arma prohibida, y se estableció que a los que quebrantasen esta orden por primera vez les serían confiscadas dichas armas, y que los reincidentes serían encerrados en prisión y castigados con arreglo al derecho. Y en las mismas Cortes también se decretó que nadie podría utilizar ballestas durante una pelea en la Corte, que los que lo hicieran serían condenados a muerte, y que todo aquel que violara esta orden sería perseguido por el alguacil del rey y por los adelantados, merinos y aportellados del reino, quienes deberían ejecutarlos donde quiera que los hallaran.
En las Cortes de Madrid de 1329, convocadas durante el reinado de Alfonso XI de Castilla, se procedió a la regulación del oficio de alguacil del rey, de sus competencias y retribuciones, y del buen trato que debería dispensar a los detenidos, y se estableció que el alguacil debería ser idóneo para el cargo, temeroso de Dios y del rey, y desempeñar su oficio debidamente. Y hay constancia de que en 1329 el alguacil mayor del rey percibía como salario 18.000 maravedís, en 1371 60.000, y en 1453 74.666 maravedís, siendo por tanto, como destacó Salazar y Acha, el salario o «quitación» más elevado de toda la Casa del rey.
Y conviene señalar que el guarda mayor del rey, que era el encargado de la seguridad del monarca y de dirigir su guardia personal, también realizaba algunas labores de vigilancia y de «orden público» bajo la supervisión directa del alguacil mayor del rey.